# 日中友好会馆
日中友好会馆（日语：日中友好会館）是一個旨在促進中日兩國交流的民間組織，是日中友好7團体之一。總部位於東京都文京區。

## 建築
1937年12月，满洲国政府資助的財團法人「満洲国留日学生補導協会」在东京建造「滿洲国留日学生会館」。日本戰敗後，建築被日本外務省接管。1953年5月，外務省將建築移交給新成立的財團法人「善隣学生会館」。1967年2月至3月，發生善隣學生會館事件。1978年8月，財團法人善隣学生会館改組為財團法人日中友好会館。
1983年9月，中日两国政府为纪念中日邦交正常化10周年，决定在善隣学生会館基礎上建設日中友好会馆，該建築於1987年底全部竣工。1988年1月落成。会馆总面积1.7万多平方米，前楼4层，后楼高14层，由会馆本部、后乐宾馆、后乐察、日中学院4部分组成，楼内有200間單人房間。

## 外部連結
- 公益財団法人日中友好会館 （页面存档备份，存于）